# Война в небесах
Война в небесах (англ. War in Heaven) — научно-фантастический роман Дэвида Зинделла, четвёртый и последний роман тетралогии «Реквием по Homo Sapiens». Опубликован в 1998 году. Переведён на русский язык в 2003 году.
Данло воссоединяется с пилотами, которые были посланы для нахождения Таннахила. Он обнаруживает, что его бывший друг Хануман Ли Тош получает контроль над Невернессом. Его фактическое правление многие считают диктаторским. Кроме того, он начинает строить универсальный компьютер. Опасаясь, что это вызовет гнев «богов», пилоты решают любой ценой свергнуть Ханумана. Однако, так как он популярен, это свержение планируется сделать с помощью внешнего вторжения из других миров. Однако часть миров отказывается участвовать в этом, и принимает сторону Ханумана. Данло решает выступить послом, и пребывает на Невернесс, где предлагает Хануману капитулировать, и отказаться от строительства машины. Тот отказывается и заточает Данло в тюрьму. Бежав оттуда, Данло сталкивается с новыми испытаниями: противники Ханумана взрывают систему выработки пищи, чтобы поставить его правительство на колени. Однако тот не сдаётся, начинается голод, и Данло, нарушая ранее данный обет непролития крови, добывает для своего сына пищу охотой. Во всех этих бедах он винит самого Ханумана, поэтому вскоре главные герои сходятся в решающем поединке.